# Сунгйок
Сунгйок или Аньйок — река в Ловозерском районе Мурманской области России. Устье реки находится в 33 км по правому берегу реки Элнйок. Длина реки составляет 15 км, площадь водосборного бассейна 77,4 км².

## Данные водного реестра
По данным государственного водного реестра России относится к Баренцево-Беломорскому бассейновому округу, водохозяйственный участок реки — река Поной, речной подбассейн реки — подбассейн отсутствует. Речной бассейн реки — бассейны рек Кольского полуострова и Карелии, впадает в Белое море.
Код объекта в государственном водном реестре — 02020000112101000005735.